# Église Sainte-Tanche de Vaupoisson
L'église de Vaupoisson est une église catholique d'architecture romane située dans l'Aube, en France.

## Description
Datant du XIIe siècle pour les murs de la nef et deux baies, cette église est du XVIe siècle pour le reste et dédiée à sainte Tanche. Elle possède un plan en forme de croix latine, un nef, une abside à cinq pans, voûtée, percée de trois fenêtres du XVIIIe siècle, un transept voûté, deux travées, deux collatéraux et un clocher central en bois, dont une cloche date de l’An IV. 
À l’intérieur, sur le pilier de gauche on y trouve une statue en terre cuite peinte, du martyre de sainte Tanche (patronne de l’église) datant du XIXe, et sur le pilier de droite une statue d’un évêque remettant un livre à saint Vincent (patron de Vaupoisson) qui est aussi en terre cuite peinte.
Plusieurs tableaux : Institution du rosaire de B. Gussard et une sainte Tanche peinte en 1775 ou 1779.

## Histoire
Elle était au doyenné d'Arcis-sur-Aube, à la collation unique de l'évêque de Troyes.